# Megan Mullen
Megan Mullen (Calgary, 1979) è un'ex sciatrice alpina canadese.

## Biografia
La Mullen, originario di Banff, è sorella di Chad e cugina di Cary, a loro volta sciatori alpini; in Nor-Am Cup ottenne i migliori piazzamenti nei due supergiganti disputati il 2 gennaio 1996 a Sugarloaf (4ª) e prese per l'ultima volta il via l'11 marzo 2001 a Snowbird in slalom speciale, senza completare la prova. Si ritirò al termine di quella stessa stagione 2000-2001 e la sua ultima gara fu uno slalom gigante FIS disputato l'8 aprile a Panorama; non debuttò in Coppa del Mondo né prese parte a rassegne olimpiche o iridate.